# 細田愛未
細田 愛未（ほそだ まなみ、1995年7月1日 - ）は、埼玉県入間市出身の女子競輪選手。日本競輪学校（当時。以下、競輪学校）第108期生。日本競輪選手会埼玉支部所属、ホームバンクは大宮競輪場。師匠は太田真一（75期）。

## 来歴
埼玉県立川越工業高等学校時代の2013年、全国高等学校選抜自転車競技大会・2kmインディヴィデュアル・パーシュートで優勝。
競輪学校での在校競走成績は3位（26勝）。
2015年7月2日、松戸競輪場でデビュー（4着）。初勝利は同年7月4日の松戸。
2016年3月14日、京王閣競輪場で初優勝を挙げた。
2019年、第6回ガールズケイリンフェスティバル（別府）にて、ガールズケイリン特別レース初優出（7着）。
2021年1月25日、特別競走であるガールズケイリンコレクション2021京王閣ステージ（5月開催）出場権を賭けたトライアルレース・別府FIIで決勝2着となり、初めてガールズケイリンコレクション出場権を獲得したが、欠場することとなり出場を逃した。
2025年4月26日、第3回オールガールズクラシック（岐阜）にて初のGI決勝戦進出。